# Nine Parchments
Nine Parchments est un shoot 'em up coopératif développé et publié par Frozenbyte. Le jeu est sorti sur Windows, PlayStation 4, Xbox One et Nintendo Switch le 5 décembre 2017.
Il se déroule dans l'univers de la série Trine.

## Accueil
- Canard PC : 6/10[3]